# Bouzillé
Bouzillé är en kommun i departementet Maine-et-Loire i regionen Pays de la Loire i nordvästra Frankrike. Kommunen ligger i kantonen Champtoceaux som tillhör arrondissementet Cholet. År 2018 hade Bouzillé 1 497 invånare.

## Befolkningsutveckling
Antalet invånare i kommunen Bouzillé
| Referens: INSEE |